# Helsingør Dagblad

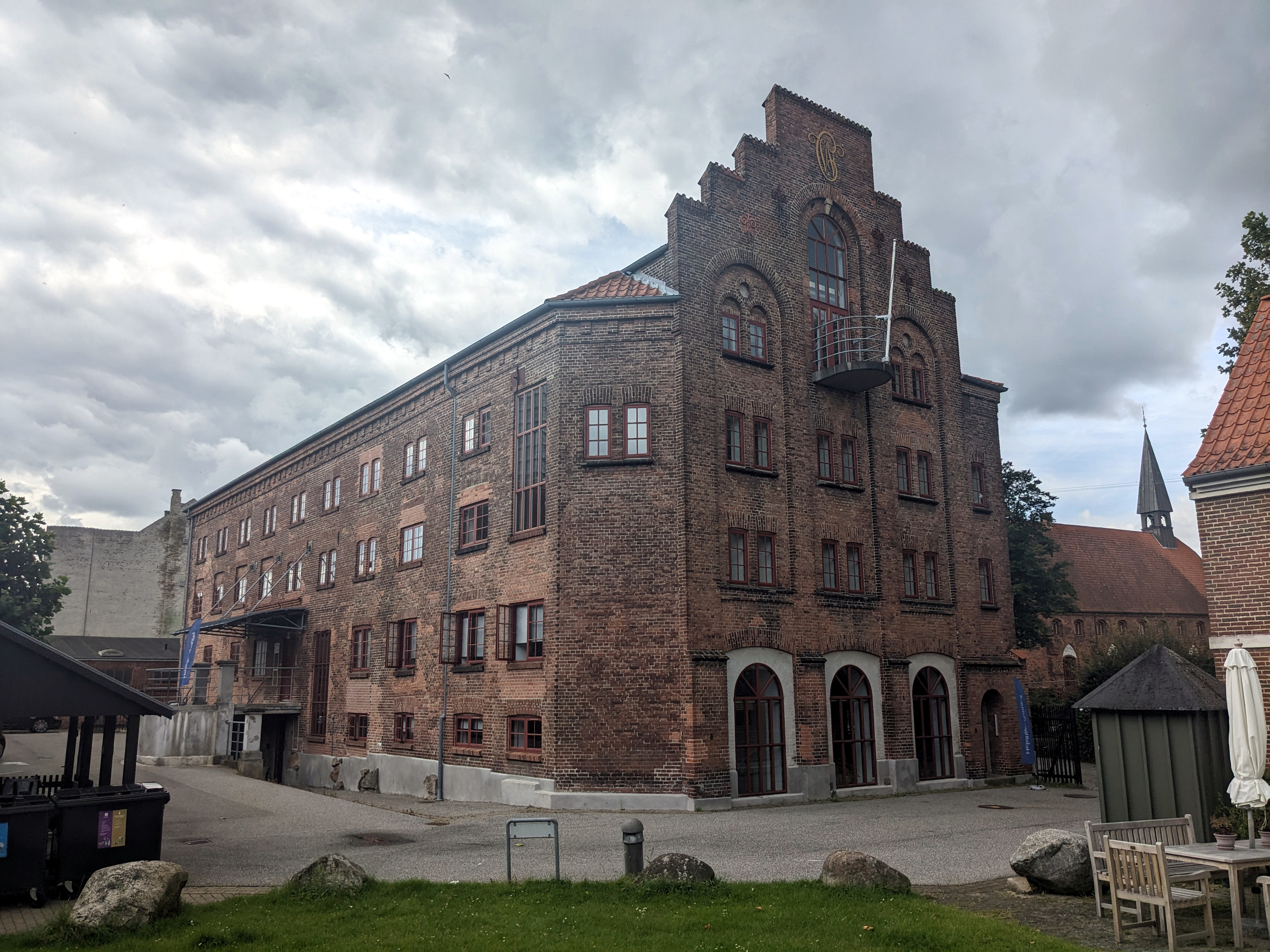
Huset där tidningens redaktion har sina lokaler sedan våren 2024

Helsingør Dagblad är en dansk lokaltidning som grundades av förläggaren Henrik Donatzky 21 oktober 1867 och riktar sig till läsare i området Nordsjälland. Dagstidningen är en av Danmarks minsta och ägdes tidigare av Søndagsavisen senare North Media,  och övertogs av Jysk Fynske medier under 2020. 
Antalet läsare har krympt och den dagliga utgivna upplagan har minskat från 21 000 exemplar åren 2017/2018 till 16 000 under 2018/2019, och under 2023 hade tidningen en upplaga på 14 000.
Den 11 mars 2024 flyttade tidningens redaktion till mera centralt belägna lokaler som tidigare hyst Wiibroe bryggeri på Sophie Brage Gade i Helsingør.